# Духота Марія Вікторівна

## Марія Вікторівна Духота (31 грудня 1975,Черкаси) - українська сценаристка, письменниця.
| Народилася   | 31 грудня 1975 року, Черкаси, Українська РСР, СРСР |
| Громадянство | Україна |
| Діяльність   | Сценаристка, письменниця |
| Сфера роботи | кіновиробництво, кіносценаристика |
| Alma mater   | Київський Національний Університет Театру, Кіно та Телебачення ім. І.К. Карпенко-Карого, Інститут екранних мистецтв, кінофакультет, драматургія кіно і ТБ (2010)                                                                 |
| Знання мов   | українська, російська |
| Нагороди     | ІІІ премія за найкращий сценарій, фестиваль "Відкрита ніч", 2006. Премія літературного конкурсу ім. Василя Захарченко, 2025. Спецвідзнака за казку-притчу "ТАМА" на 10-му Міжнародному літературному конкурсі VivArt-2025, 2025. |

## Біографія
Народилася 31 грудня 1975 р. в м. Черкаси. Навчалася у школі №6, а потім, після переїду в інший район міста, у школі №33. Навчалася в Черкаській дитячій художній школі (нині ім. Данила Нарбута), згодом – у Черкаській художній академії. По закінченню загально-освітньої школи (11 класів) працювала в Черкаському театрі ляльок бутафором.
Батьки: Віктор Федорович Духота, Надія Миколаївна Духота. 
Закінчила КНУТКіТ ім. І.К. Карпенко-Карого, кінофакультет, за фахом Драматургія кіно та ТБ у 2010 році. Під час навчання в університеті писала вірші, казки, повість, п’єсу «Божевільна Варвара». Як режисерка, зняла кілька короткометражок (і/кф «Літати», «Рятівник», д/ф «Коровайниці»). 
За сценарій «Рятівник» отримала ІІІ премію на кінофестивалі «Відкрита ніч» за найкращий сценарій (2006 рік). Олег Примогенов узяв приз за найкращу чоловічу роль у фільмі Яни Антонець «Лесь, до тебе прийшли», де Марія Духота була співавторкою сценарію (2007 рік).
Загалом, за час навчання в університеті по сценаріям, які були написані Марією Духотою одноосібно або в співавторстві було знято 9 короткометражних фільмів («Півень» реж. Артур Якубов, «9 травня» реж. Маріо Вера, «Людина і всі, всі, всі» реж. Юрій С’єдін, «Фікус-пікус» реж. Маргарита Безкоровайна і тд). 
З 2010 року працювала на кінознімальному майданчику, як асистентка режисера (проекти: «Ржевський проти Наполеона» (2010 рік), «Три дні в жовтні» (2010), «Биття серця» (2011), «СМЕРШ 3» (2011), а згодом – за фахом.
На рахунку авторки повнометражні художні картини, серіали. Працювала на таких продакшенах, як Victoria films studio, Кіностудія ім. О. Довженка, Front Сinema production та ін., як головний скрипт-супервайзер (шеф-редакторка), проекти "Сашка", «Не зарікайся», «Обручка з рубіном», «Безсмертник», «Клан ювелірів» і тд.
Як сценаристка співпрацювала з продакшенами з Казахстану, проекти: «Прямий ефір» (26 серій), «Ворон» (12 серій), «Невідомі герої» (повнометражний прокатний фільм), «Ворон 2» (12 серій). 
За участю Марії Духоти було створено більше 30 проектів (від повнометражних х/ф та короткометражок до фільмів у 4, 16, 24 серії, серіали у 95-100 серій і тд).
Перед початком повномасштабного вторгнення працювала креативною продюсеркою на телеканалі «Україна».

## Сценарна фільмографія
| Рік  | Назва проекту                        | Виробник                   | Позиція                                    |
| ---- | ------------------------------------ | -------------------------- | ------------------------------------------ |
| 2007 | Повний ремонт                        | СТБ                        | сценаристка                                |
| 2010 | Ржевський проти Наполеона            |                            | асистенка режисера по акторам масових сцен |
| 2010 | Три дні в жовтні (Зірки теж плачуть) | Star Media                 | асистентка режисера по акторах             |
| 2011 | Сусідські війни                      | 1+1                        | головна сценаристка проєкту                |
| 2011 | Биття серця                          | Star Media                 | асистентка режисера по акторах             |
| 2011 | СМЕРШ. Прихований ворог              | Star Media                 | асистентка режисера по акторах             |
| 2011 | Такі красиві люди                    | Кіностудія ім. О. Довженка | редакторка                                 |
| 2012 | Містичні історії                     | Film UA                    | сценаристка                                |
| 2012 | Прямий ефір                          | Sataifilm                  | головна сценаристка                        |
| 2013 | Містичні історії                     | Film UA                    | сценаристка                                |
| 2014 | Сашка                                | Victoria Film Studios      | шеф-редакторка                             |
| 2014 | Безсмертник                          | т/к Україна                | сценаристка, діалогістка                   |
| 2015 | Безсмертник                          | Front cinema production    | головна скрипт-супервайзер                 |
| 2015 | Не зарікайся                         | т/к Україна                | сценаристка, діалогістка                   |
| 2015 | Клан ювелірів                        | Front cinema production    | головна скрипт-супервайзер                 |
| 2016 | Не зарікайся                         | Front cinema production    | головна скрипт-супервайзер                 |
| 2016 | Співачка                             | Front cinema production    | головна скрипт-супервайзер                 |
| 2016 | Дружини на стежці війни              | Art forms production       | редакторка                                 |
| 2017 | Обручка з рубіном                    | т/к Україна                | сценаристка, діалогістка, редакторка       |
| 2017 | Обручка з рубіном                    | Front cinema production    | головна скрипт-супервайзер                 |
| 2018 | Таємниці                             | т/к Україна                | сценаристка, діалогістка                   |
| 2018 | Наказано знищити                     | Victoria Film Studios      | сценаристка                                |
| 2020 | Незакрита мішень                     | т/к Україна                | діалогистка                                |
|      | 2021-2022                            | т/к Україна                | креативна продюсерка                       |
| 2022 | Ворон                                | SCL production             | сценаристка                                |
| 2023 | Невідомі герої                       | SCL production             | сценаристка                                |
| 2023 | Шпиталь                              | 1+1                        | сценаристка                                |
| 2024 | Ворон 2                              | SCL production             | сценаристка                                |
| 2025 | Коп з минолого 5                     | ICTV2                      | головна авторка, сценаристка               |

## Нагороди
ІІІ премія кінофестивалю "Відкрита ніч" за найкращій сценарій (сценарій к/ф "Рятівник", 2006)
Премія літературного конкурсу ім. Василя Захарченка за цикл новел "Сава" (2025)
Спецвідзнака 10-ого Міжнародного літературного конкурсу VivArt-25 за казку-притчу "ТАМА" (2025)